# Яхромское водохранилище
Яхромское водохрани́лище — водохранилище на реке Яхрома, образованное при строительстве дамбы. Расположено в Дмитровском районе Московской области.

## История создания
В 1932—1937 годах заключёнными Дмитровлага происходило строительство канала имени Москвы. По проекту река Яхрома разделялась пополам, на нижнюю и верхнюю часть.
Водохранилище образовано плотиной с водосбросом на реке Яхрома непосредственно перед каналом имени Москвы.
Вода из Яхромского водохранилища попадает в канал, из канала частично попадает через водосброс в место прежнего протекания реки Яхрома.
В отличие от речки Икша, которую пропустили по дюкеру, вода из Яхромы впадает в канал.

## Основные данные
Площадь 0,56 км². Водоём относительно мелководный, средняя глубина не превышает 3 метров. По старому руслу реки глубина больше.
Уровень воды в водохранилище регулируется водосбросом № 52 Яхромского района гидросооружений канала имени Москвы между шлюзами № 3 и № 4. Водосброс № 51 служит для сброса излишней воды из канала в место прежнего протекания реки Яхрома.
Покрывается льдом в конце ноября — декабре. Вскрывается в конце марта — апреле.

## Значение
Водохранилище аккумулирует воду и является резервом питьевой воды. При необходимости вода сбрасывается в канал и поступает на водоснабжение Москвы.

## Рыболовство
На водохранилище ловится плотва, лещ, линь, карась, окунь, щука, судак, иногда попадается жерех.